# Hollywood Is Just a Dream When You’re Seventeen
Hollywood Is Just a Dream When You’re Seventeen – singel francuskiej piosenkarki Amandy Lear wydany w 1981 roku.

## Ogólne informacje
Piosenka została napisana przez Amandę Lear oraz jej producenta Anthony’ego Monna, i jest utrzymana w stylu disco-pop.
Singel ten wydany został tylko w Brazylii. Na okładce piosenkarka pozuje topless, podobnie jak na okładce singla „Nymphomania”. Strona B zawiera piosenkę „Egal”.

## Teledysk
W teledysku do piosenki Amanda Lear jest wystylizowana na gwiazdę kina Marlenę Dietrich. Piosenkarka zaprezentowała utwór także we włoskim show telewizyjnym Premiatissima w 1982 roku i specjalnie do tego programu nagrała drugi teledysk do piosenki.

## Lista ścieżek
- 7" single[1]

1. „Hollywood Is Just a Dream (When You’re Seventeen)” – 4:51
2. „Egal” – 4:08